# オレゴン・ダックス

オレゴン・カラーのビッグ・テンのロゴ

オレゴン・ダックス（英: Oregon Ducks）は、アメリカ合衆国のオレゴン大学のスポーツ競技チーム。NCAAディビジョンI所属。

## 競技チーム
| 男子スポーツ                            | 女子スポーツ               |
| --------------------------------------- | -------------------------- |
| 野球                                    | アクロバット・タンブリング |
| バスケットボール                        | バスケットボール           |
| クロスカントリー                        | ビーチバレーボール         |
| フットボール                            | クロスカントリー           |
| ゴルフ                                  | ゴルフ                     |
| テニス                                  | ラクロス                   |
| 陸上†                                   | サッカー                   |
|                                         | ソフトボール               |
|                                         | テニス                     |
|                                         | 陸上†                      |
|                                         | バレーボール               |
| †屋外競技チームと室内競技チームがある。 |                            |